# Mailänder Kataster
Der Mailänder Kataster von 1760 war der erste auf wissenschaftlicher Grundlage und vollständiger Katastervermessung beruhende Grundsteuerkataster Europas. Er wurde ab 1718 im damals habsburgischen Herzogtum Mailand in Norditalien aufgebaut.

## Geschichte
Das Herzogtum Mailand war nach dem Spanischen Erbfolgekrieg 1714 an die österreichischen Habsburger übergegangen. Die davor regierenden spanischen Habsburger hatten exzessive Adelsprivilegien und andere soziale Ungerechtigkeiten hinterlassen, insbesondere bei der Besteuerung. Um diesen Missständen abzuhelfen, ordnete Kaiser Karl VI. im Jahr 1718 die Einrichtung einer Kommission an, die die Voraussetzungen für eine gerechtere Grundbesteuerung schaffen sollte. Die Kommission folgte den Empfehlungen des kaiserlichen Hofmathematikers Johann Jakob Marinoni, der zunächst eine genaue Vermessung mit einheitlichen Methoden und Maßen vorschlug. Statt der Winkeltrommel (Squadro) sollte der Messtisch Verwendung finden, als einheitliches Längenmaß mit dezimaler Unterteilung der Mailändische Trabucco (2,611 Meter). Für die Plandarstellung sah man den Maßstab 1:2000 vor.
Zwischen 1720 und 1723 wurden auf diese Weise 2.387 Gemeinden mit einer Gesamtfläche von 19.220 km² vermessen, anschließend Grundstücksnummern vergeben und die jeweiligen Steuererträge geschätzt. Diese Arbeiten wurden erst durch den Polnischen und dann durch den Österreichischen Erbfolgekrieg unterbrochen. Auch der Adel behinderte die Arbeiten massiv. Von 1749 bis 1759 erfolgte unter dem von Kaiserin Maria Theresia hierzu beauftragten florentinischen Juristen Pompeo Neri die Vollendung des Katasters. Dieses erste einheitliche System der Grundbesteuerung trat am 1. Januar 1760 in Kraft.

## Bezeichnung
In Italien wird der Mailänder Kataster auch als Catasto Teresiano bezeichnet, in Abgrenzung zu anderen „Katastern“, die in Mailand 1248 und 1543 eingeführt wurden. Im deutschsprachigen Raum bezeichnet „Theresianischer Kataster“ diejenigen Kataster oder Steuerschätzungen, die Kaiserin Maria Theresia nach dem Muster des Mailänder Katasters später in anderen Teilen des Habsburgerreiches durchsetzte.